# Berthe Weill
Esther Berthe Weill (Párizs, 1865. november 20. – Párizs, 1951. április 17.) francia műkereskedő, Párizs első női galériatulajdonosa, a 20. század eleje művészeti piacának meghatározó alakja. Döntő szerepet játszott a párizsi avantgárd művészek felfedezésében, és karrierjük elindításában. A galérián keresztül a modern művészet kánonjába bejutott művészek hosszú listáján nem csak a legsikeresebb francia férfi művészek, hanem külföldiek és számtalan nő is szerepel. Azok a művészek, akik a korszak legbefolyásosabb és nagyobb financiális erővel bíró galéria tulajdonosai, Ambroise Vollard(de), Daniel-Henry Kahnweiler(en), Paul Rosenberg(en) és Clovis Sagot(de) galériájában szerepeltek, számos esetben Berthe Weill felfedezettjei voltak és először nála állítottak ki. A galéria művészeinek mecénása is volt, szorult anyagi helyzetben segítette őket. Becsületes és elhivatott kereskedő volt, aki vállalta a jövő generáció felfedezésének kockázatát. Művészeinek ifjú avantgarde köre úgy emlegette, a francia nyelv szójátékával élve, hogy Mère Weill (Weill Mama), ami összecseng a merveille (csoda) szóval.
Ennek ellenére neve ötven évre feledésbe merült, és csak az ezredforduló utáni években Marianne Le Morvan művészettörténész kutatásainak köszönhető, hogy munkássága végre megkapja a jelentőségének megfelelő elismerést. A kutatás kiindulópontja Berthe Weill 1933-ban kiadott Pan ! dans l’œil ! … ou trente ans dans les coulisses de la peinture contemporaine 1900–1930 című emlékirata a galéria harminc éves történetéről.

## Művészeti élet Párizsban a XX. század elején

### Szalonok
1667-ben az Académie royale de peinture et de sculpture(en) megtartotta első félig nyilvános művészeti kiállítását a Salon Carréban(en). A Szalon eredeti fókuszában az École des Beaux-Arts(en) friss diplomásainak bemutatása állt. A kiállítás nyilvánossá és rendszeressé az 1700-as években vált. 1748-tól zsűri működött, mely a művészek díjazásáról döntött. A Párizsi Szalon kiállításán való részvétel minden művész számára elengedhetetlen volt a sikerhez a következő 200 évben. A 19. század második felében a konzervatív zsűri, mely ellenezte az impresszionista stílus felé való eltolódást, egyre több művet utasított vissza.  1863-ban a benyújtott művek kétharmada elutasításra talált. A különösen nagyszámú elutasítás felháborodást okozott. Ennek csillapítására született III. Napoleon intézkedése nyomán a Salon des Réfusés(en), ahol a visszautasított művek voltak láthatók. A Salons des Refusés  csak 1874-ben, 1875-ben és 1886-ban volt ismét megrendezve.
1881-ben a hivatalos Szalon állami támogatása megszűnt, és művészek egy csoportja megalakította a Francia Művészek Társaságát (Société des Artistes Français(en)), mely átvette a Szalon rendezésének feladatát.
1890 decemberében a Société des Artistes Français vezetője, William-Adolphe Bouguereau azt az elképzelést terjesztette elő, hogy a Szalon elsősorban még nem elismert, fiatal művészek megmutatkozására adjon lehetőséget. Ernest Meissonier, Puvis de Chavannes, Auguste Rodin és mások elutasították ezt a javaslatot, és külön váltak. Létrehozták saját társaságukat Société Nationale des Beaux-Arts(en) néven, és külön kiállítással jelentkeztek, amelyet a sajtó azonnal Salon du Champ de Mars, illetve Salon de la Société Nationale des Beaux–Arts néven kezdett emlegetni. Ez a második ilyen néven alapított társaság, az 1862-ben Louis Martinet és Théophile Gautier által alapított után.

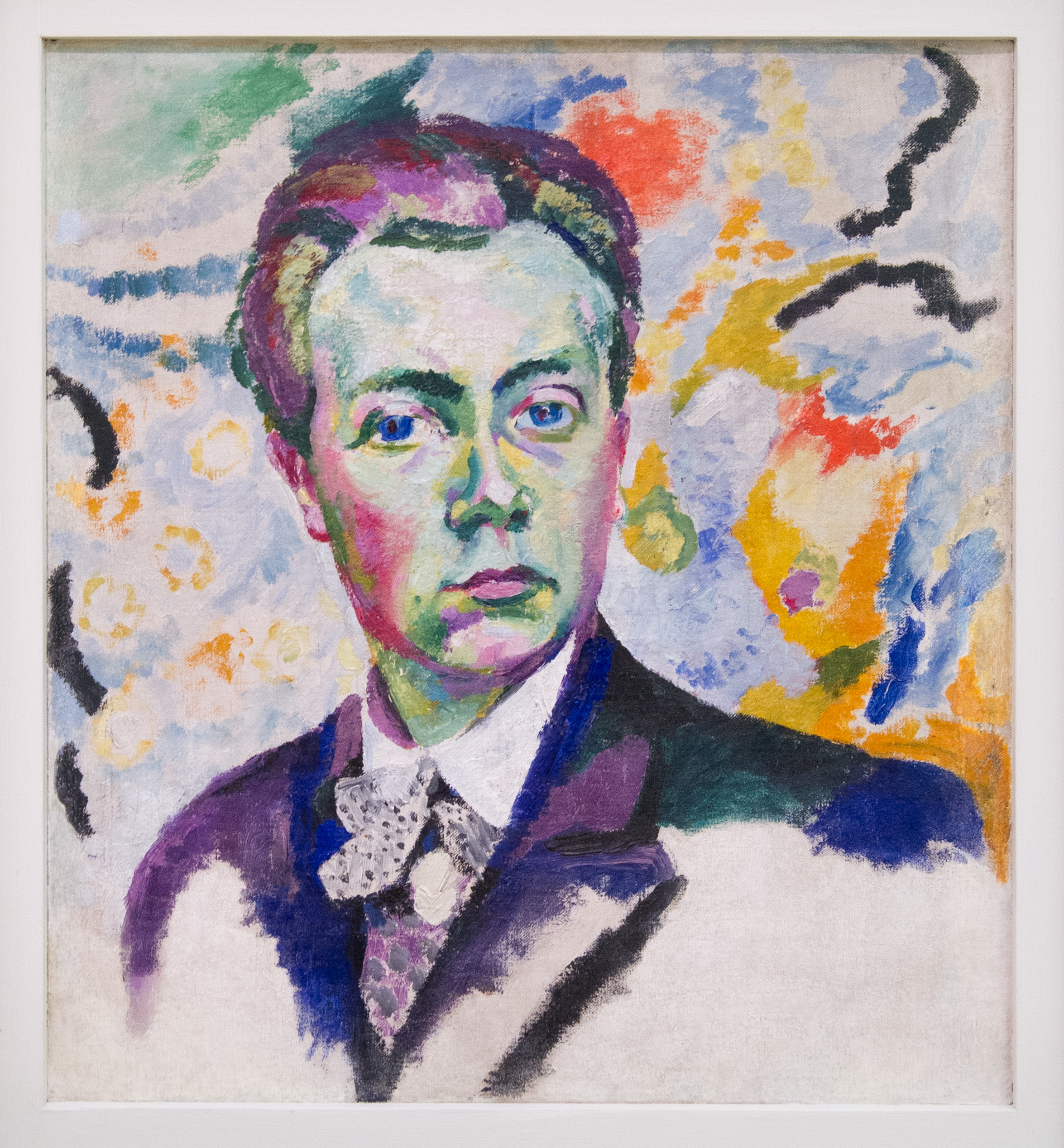
Robert Delaunay: Önarckép
Robert Delaunay Berthe Weill
egyik kedvenc művésze volt

Mivel az igény továbbra is fennállt a még névtelen fiatal művészeket szabadon fogadó kiállításra, 1884-ben megalakult a Société des Artistes Indépendants(en), melynek alapító tagjai közt szerepelt Albert Dubois-Pillet(en), Odilon Redon, Georges Seurat és Paul Signac. A társaság célja évenkénti kiállítások szervezése volt, szabad részvétellel, zsűri és díjazás nélkül. A művek megítélését a közönségre bízták. A kiállításokat tavasszal rendezték, ezzel lehetőséget adva a művészeknek, hogy a tél folyamán a műteremben készült képeiket frissen be tudják mutatni.
1903-ban Frantz Jourdain(en) francia építész, műkritikus és irodalmár létrehozta Hector Guimard(en), George Desvallières(en), Eugène Carrière(en), Félix Vallotton, Édouard Vuillard, Eugène Chigot(en), Georges Rouault és mások közreműködésével az Őszi Szalon Társaságot  (Société du Salon d’automne). A társaság által évenként megrendezett kiállításokra ősszel került sor, így a nyár folyamán szabadban készült művek bemutatására nyílt lehetőség. Ezzel a két fiatalokat támogató Szalon kiegészítette egymást.

### Áramlatok
A Salon des Independants(en) és a Salon d’Automne története párhuzamosan haladt, és tanúja volt az avantgarde áramaltok születésének. Amint az akadémiai stílus merevségét elvetették, a művészek a szabadság légkörében pezsgő szellemi élet teremtettek, melyben szinte évente születtek új áramlatok. Cézanne nyomán a reneszánsz perspektívát elvetették. A Cézanne-i hatás, a fények és színek vibrálására érzékeny impresszionizmus és posztimpresszionizmus szemléletével ötvözve, teljesen új fordulatot hozott a nyári mediterrán tengerparti élmények hatására, és vad színekkel sokkolta a kritikusokat és a közönséget az 1905-ben a Salon d’automne kritikáiban fauve-nak keresztelt új stílus. A pointillizmus és a divizionizmus a színeket pontokra, illetve kisebb foltokra bontotta. A divonizmus a tizenkilencedik századi festészetben fejlődött ki, amikor a művészek felfedezték a látás tudományos elméletét. Úgy vélték, hogy maximális luminozitást érhetnek el, ha a színeket az alapszínek szerint szétválasztják, és keverésüket nem a festőpalettán végzik el, hanem a néző vizuális folyamataira bízzák. A színek keverése palettán szubtraktív színkeverési folyamat, míg az optikai keverés inkább az additiv színkeveréshez hasonló. A pointillizmus, amelyet kifejezetten festékpontok használata határoz meg, a divizionizmussal együtt fejlődött ki, és nem feltétlenül összpontosít a színek szétválasztására.
A fejlődés másik iránya a perspektíva lehetőségeit analizálva eljutott a forma, illetve a figura több nézetből való egyidejű ábrázolásáig. A proto-kubisták(en) után 1910-ben a kubisták kiállítása okozott nyilvános felbolydulást. Megjelent a színesebb, a zene és a színek harmóniáját elemző orfizmus. A futuristák figyelmének fókuszában a mozgás állt, és egy mozdulat több fázisát montírozták egymásra. A valóság szigorú ábrázolásának ez a sokféle felbontása végül elvezetett az absztrakt művészetig, mely deklaráltan nem képezi le a valóság semmilyen részletét, hanem csak a formák és színek belső összefüggéseivel foglalkozik. Mindezek a művészeti kísérletek és áramlatok pár év leforgása alatt jelentek meg olyan fiatal művészek munkája nyomán, akik akkor még teljesen ismeretlenek voltak. Sokan közülük a karrier reményében nincstelenül érkeztek a francia fővárosba, melynek hírnevét jóval korábban a hivatalos akadémiai Szalon alapozta meg. Párizs a századfordulóra a világ művészeti fővárosának számított. Sokan a Montmartre negyedben a Bateau-Lavoir nevű nyomorúságos épületegyüttesében találtak olcsó műteremre, mely a szellemi elit találkozóhelye is lett, ahol írók, költök, kritikusok, galeristák és gyűjtök is megfordultak. Hasonló műteremház és találkozóhely volt a Montparnasse három szintes henger alakú épülete, La Ruche. Ebben a pezsgő korszakban nyílt meg 1901-ben Berth Weill galériája, ahol ugródeszkára találtak a legmerészebb gondolatokkal és kísérletekkel is a még névtelen fiatal művészek.

## Élet és karrier

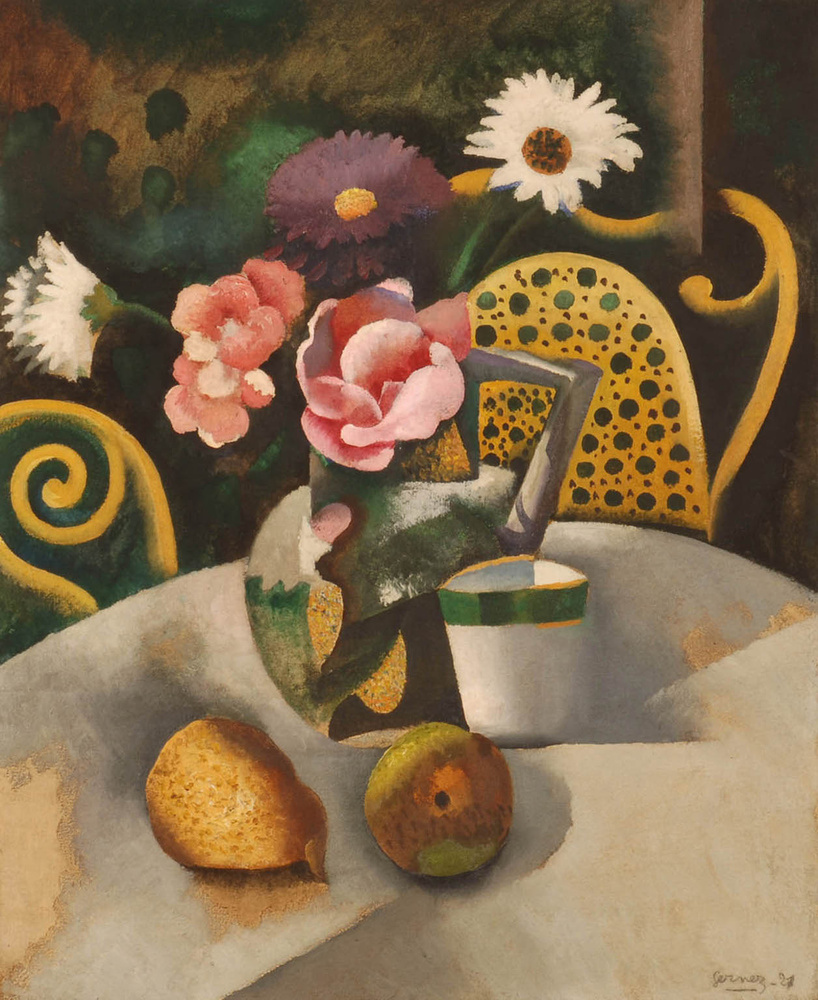
Paul-Élie Gernez, Csendélet, 1921
Olaj, vászon, 46 x 38 cm
Berthe Weill galériájából 1927-ben

Esther Berthe Weill Párizsban született egy elzászi zsidó alsó középosztálybeli családban, Salomon Weill és Jenny Lévy hét gyermeke egyikeként. Mivel szülei anyagi körülményei szerények voltak, Berthe Weillt inasnak adták be a neves Mayer antik kereskedésbe. Az üzlet utcája, a rue Laffitte, tele volt műkereskedéssekkel, és neves gyűjtök tartoztak a vevőkörébe. Berthe Weill ennek köszönhetően itt alaposan megtanulta a szakmát, és komoly ismeretekre tett szert, különösen a tizennyolcadik századi metszetekről. Az itt szerzett tapasztalat megalapozta további karrierjét, és értékes kapcsolatrendszerre támaszkodhatott a megismert gyűjtők, írók és kereskedők révén. Mayer halála után Marcelin nevű testvérével közösen, nagyon szerény 50 frank induló tőkével, nyitott egy kis boltot a rue Victor Massé 25. címen a Montmarte negyedben. Ez az üzlet nem volt hosszú életű (1897-1900).
Berthe Weill Roger Marx(de), a neves művészeti kritikus hatására kezdett érdeklődni az új fiatal festők művészete iránt. Összegyűjtött hozománya egy részét feláldozva 1901. december 1-jén a rue Victor Massé 25. szám alatti kicsi üzlethelyiségben megnyitotta első galériáját, mely később új helyszíneken 1939-ig fennállt.  A Galerie B. Weill új szellemiséget képviselő, fiatal művészek támogatását tűzte ki céljának, és Berthe Weill függetlenségét mindvégig megőrizve ennek a célnak rendelt alá minden mást az életében.  Mivel a kezdő művészek iránti csekély érdeklődés nem garantált a galéria számára anyagi biztonságot, továbbra is árult metszeteket. Szenvedélyesen gyűjtött antik könyveket is. Számos esetben ennek a gyűjteménynek féltett darabjait és saját ékszereit is áruba bocsájtotta, hogy egy-egy általa nagyra tartott fiatal művészt támogatni tudjon.  Szorult anyagi helyzetben lévő művészeit vásárlással támogatta, sokszor önzetlenül, ingyen állította ki műveiket. Nem halmozott fel nagy gyűjteményt, és nem összpontosított egy adott stílusra vagy művészcsoportra. Az új gondolatokat értékelte. Mivel nem törekedett tőkefelhalmozásra, sok művész pénzügyileg stabilabb kereskedőhöz váltott karrierje előrehaladtával.

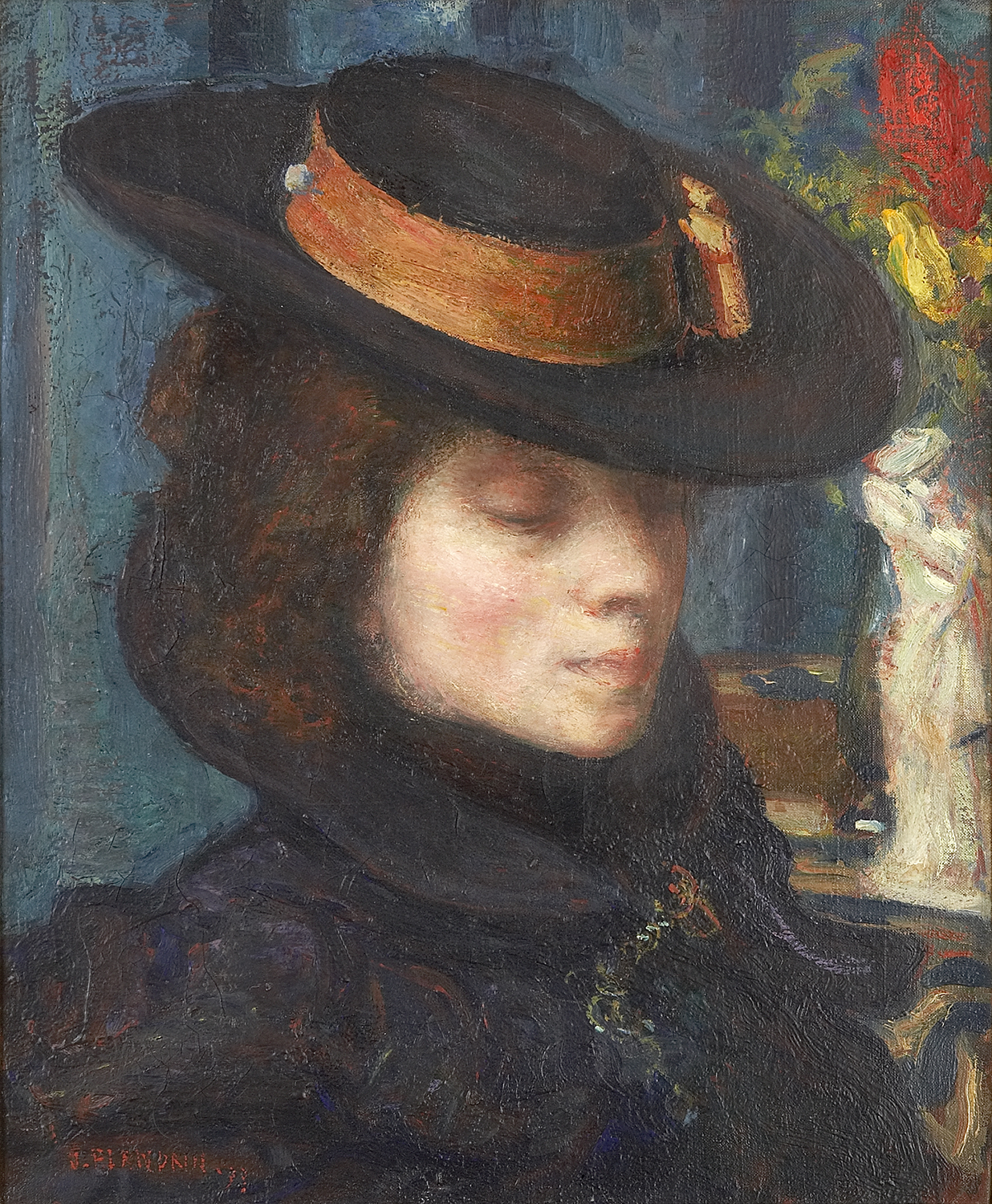
Jules Flandrin – Jacqueline Marval Portrait 1889

A galéria harmadik kiállításán 1902 februárjában Henri Matisse, Albert Marquet, Jules Flandrin(fr) és Jacqueline Marval(en) mellett a divizionista Hippolyte Petitjean(en) és egy bizonyos Mlle Krouglicoff munkái voltak láthatóak. A Mlle Krouglicoff néven szereplő művésznő azonos az orosz származású Jelisaweta Sergejewna Kruglikovával(en)(Елизаве́та Серге́евна Кру́гликова). Egyetlen kép, Marquet alkotása, kelt el. Frantz Jourdain édesapja volt a vásárló.
Berthe Weill Pablo Picasso első kereskedője, Pere Mañach(de), közvetítésével ismerte meg 1900-ban a 19 éves művészt, aki ekkor járt először Párizsban a Világkiállítást megtekinteni. Picasso ekkor két hónapig maradt Párizsban és belevette magát az éjszakai életbe. Berthe Weill három bikaviadalt ábrázoló pasztell képet vett tőle. Így rajta keresztül adott el Picasso először művet a francia fővárosban, és ő lett Picasso első galériása Párizsban. Picasso ebben az időben többször járt Párizsban. 1902 áprilisában kiállítást rendezett neki a galéria, mely harminc művet mutatott be, többek közt a La chambre bleue (Le tub) és a Courtisane au collier de gemmes című festményeket. A helyszűke miatt, mint sok más alkalommal, ekkor is kifeszített ruhaszárító kötelekre voltak felcsipeszezve a még száradó vásznak. Ezen a kiállításon kelt el Picasso Le Moulin de la Galette című festménye, mely a híres táncterem dekadenciáját és rikító csillogását tükrözi. A festmény egy zsúfolt táncteret ábrázol, ahol cilinderes polgári mecénások és prostituáltak összefonódva járják az egyik új dél-amerikai táncot. Renoir azonos témájú, Bál a Moulin de la Galette-ben című impresszionista képével szemben, Picasso festménye a spanyol chiaroscuro hangulatot idézi. A vevő Arthur Huc(fr) újságkiadó a korszak ismert gyűjtője volt. Ugyanennek az évnek júniusában Picasso és Matisse együtt állított ki a Berth Weill galériában. Ennek köszönhető Matisse élete első eladása, egy csendélet, melyet szintén Arthur Huc vásárolt meg. 

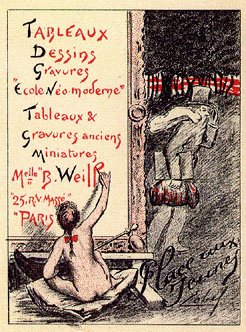
Poster a Berthe Weill galéria egyik kiállításához

Részben Berth Weill rábeszélésére, Picasso 1904-ben Párizsba költözött, és a Bateau Lavoir nyomorúságos épületeggyüttesében bérelt olcsó műtermet. Picasso semmilyen tekintetben nem volt hűséges típus. Berthe Weill galériáját hamar elhagyta, amint kezdtek sikerei lenni. Üzleti kapcsolatban állt Clovis Sagot műkereskedővel. Adott el Ambroise Vollard közvetítésével. Kahnweiler hamarosan felfigyelt rá, és kizárólagos szerződést kötött vele. A kizárólagos szerződés miatt Picasso nem vehetett részt sem a Salon des Independants, sem a Salon d’Automne kiállításain. Csak sokkal később, Párizs felszabadítása után közvetlenül, 1944-ben állíthatott ki a Salon d'Automne-on, ekkor azonban egész termet kapott.
A Salon d’Automne megnyitója 1905-ben felkorbácsolta a hangulatot. A VII. számú teremben látható vad színekkel festett képek keltették a felháborodást. A Gil Blas(fr) 1905. október 17-i mellékletében Louis Vauxcelles(en) művészeti kritikus ezt írja:
A szoba közepén egy gyermektorzó és egy kis márvány mellszobor Albert Marque(en) alkotása, aki kifinomult tudással modellez. E mellszobrok őszintesége meglepő a tiszta hangok orgiája közepette: Donatello a vadállatok (franciául: fauves) között.
A Salon d'Automne 1905-ös botrányt kiváltó kiállítását, amelynek kritikai visszhangjában Louis Vauxcelles tollából a fauvizmus kifejezés megszületett, megelőzte a fauve festők kiállítására a B. Weill galériájában. A kiállító festők Charles Camoin(fr), André Derain, Raoul Dufy, Othon Friesz(en), Henri Manguin(en), Albert Marquet(en), Henri Matisse és Maurice de Vlaminck voltak.

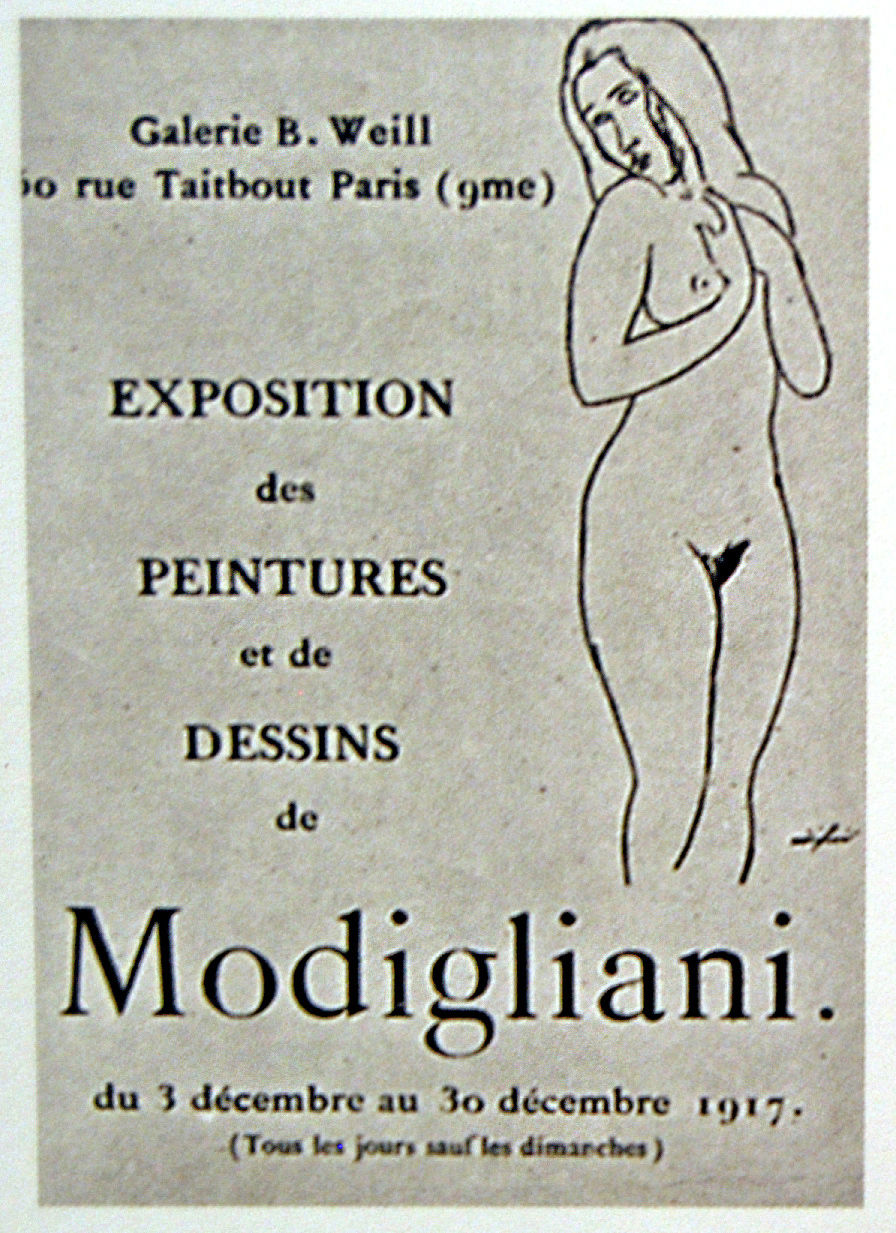
Modigliani életében egyetlen egyéni kiállításának plakátja

1917-ben a galéria nagyobb helyiségbe költözött a rue Taitbout 50. szám alatt. December 3-án ott nyílt Amedeo Modigliani első és egyetlen egyéni kiállítása, mely még életében megrendezésre került. Három évvel később, 1920-ban Modigliani tuberkulózis miatt legyengülten elhunyt. Modiglianit a lengyel műkereskedő és költő Léopold Zborowski ajánlotta be a galériába. Harminckét festménye és rajza között volt hét akt, amelyek közül egy a galéria ablakában kapott helyet.  Emiatt a kirakat előtt kisebb tömeg gyűlt össze. 

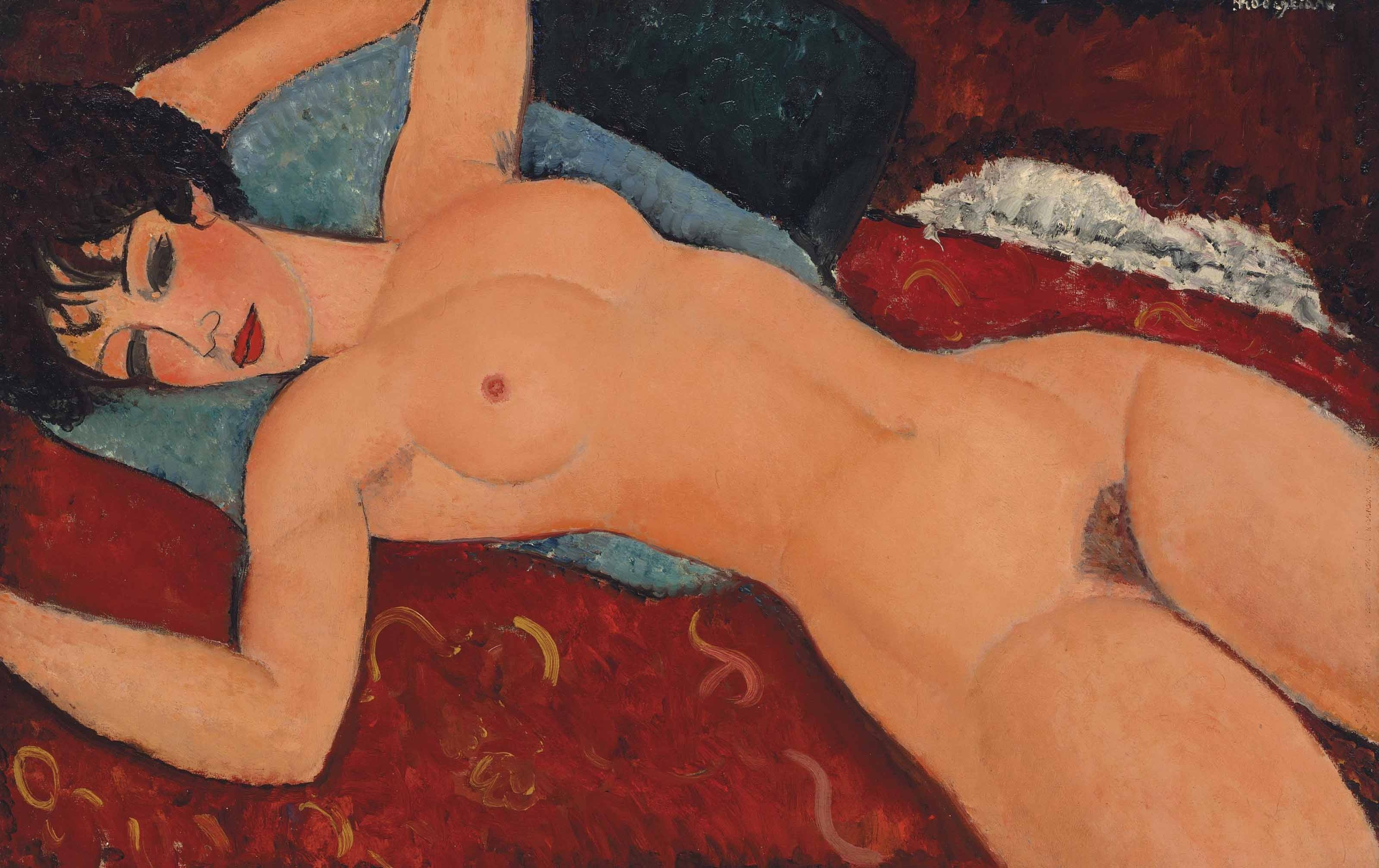
Amedeo Modigliani
Nu couché – Fekvő akt
olaj vásznon, 59.9 x 92 cm

A szemközti rendőrőrs egyik tisztje felfigyelt rá, és megkérte a galéria tulajdonosát, hogy vegye le a képeket, mert azok túl árulkodóak. A botránykő a szőrzet megfestése volt, ami korábbi korok képein sosem fordult elő. Berthe Weill harciasan védekezett, de a rendőrparancsnok hangos és fenyegető válasza miatt kénytelen volt engedni. A festmények lefoglalásának elkerülése érdekében eleget tett a kiállítás bezárására vonatkozó kérésnek. A kritikus, Francis Carco(de) azt írta a L'éventail című lapban 1919. augusztus 15-én, hogy a kiállítás az aktok eltávolítása után újra megnyílt.
1920-ban a galéria ismét költözött, ezúttal a rue Laffitte 46. címre, szintén a 9. kerületben.
A galéria utoljára 1937-ben költözött. Új címe a rue Saint-Dominique 27. volt a 7. kerületben. 1941-ben az antiszemitizmus erősödése és financiális nehézségek miatt bezárt a galéria. Franciaország megszállása idején Weill Párizsban maradt. Sikerült megmenekülnie a rasszista üldözés elől, amelynek zsidóként ki volt téve. Egyes források szerint, amikor le akarták tartóztatni apró, sötét lakásában, olyan hevesen sikerült magát verbálisan védeni, hogy elkerülte a letartóztatást.
Mivel hiányzott belőle a felhalmozás iránti vágy, és galériásként nem az anyagi érdek hajtotta, Weill utolsó éveiben szegénységben élt, és súlyos nehézségekkel küszködött. 1946. december 12-én nyolcvan festményt árvereztek el egy galériában Berthe Weill javára. A művek javarészt azoknak az alkotóknak az adományai voltak, akiket Weill pályájuk elején felfedezett és vásárlásokkal, ingyenes kiállításokkal segített, de galériások is adtak be képeket. Az adománygyűjtés köszönet volt mindazért, amit hosszú élete során avantgard művészeiért tett. Az akciónak a bevétele biztosította utolsó éveiben a megélhetést. 1948-ban Berthe Weill  megkapta a Chevalier de la Légion d’Honneur kitüntetést. 1951-ben 85 évesen halt meg párizsi lakásában, mozgásképtelenül és majdnem teljesen vakon.

## A galéria művészei
A fiatal festők kiállítása lehetőséget kínált Weillnek arra, hogy az új áramlatokat születésük közben fedezze fel. Több száz művészen keresztül minden új irányzat elsők között jelent meg a galériájában. Galériájában olyan híres művészek állítottak ki még pályájuk elején, mint Pierre Bonnard, Georges Braque, Charles Camoin, Paul Cezanne, Robert Delaunay, André Derain, Georges Desvallières(fr), Georges Dufrénoy(en), Jules Flandrin, Othon Friez, Georges Redon(fr), Albert Gleizes, Auguste Herbin(fr), Henri Lebasque(en), Fernand Léger, Aristide Maillol, Henri Manguin, Louis Marcoussis, Albert Marquet, Henri Matisse, Max Jacob, Jean Metzinger, Amedeo Modigliani, Jules Pascin, Hippolyte Petitjean, Francis Picabia, Pablo Picasso, Jean Puy(fr), Odilon Redon, Auguste Renoir, Georges Rouault, Paul Signac, Henri de Toulouse-Lautrec, Maurice Utrillo, Félix Vallotton, Jacques Villon és Maurice de Vlaminck.
A franciák mellett Berthe Weill galériája számtalan külföldi művészt is fogadott, mint az ukrán származású Alexander Archipenko, a magyar Beöthy István, Czóbel Béla és Réth Alfréd, az olasz Giorgio de Chirico és Gino Severini(en), a holland Kees van Dongen, a cseh François Zdenek Eberl(en) és František Kupka, a lengyel Moïse Kisling, a fehérorosz Ossip Zadkine és a mexikói Diego Rivera.
A 20. század elején a férfiak által dominált művészeti piacon a női művészek hátrányt szenvedtek a legtöbb galáriában, de Berthe Weill nem tett különbséget. Ugyanolyan esélye volt nála mindkét nemnek. A számos női kiállító között szerepelt Emilie Charmy(en), Marie Laurencin, Jacqueline Marval(en), Jeanne Rosoy(fr), Suzanne Valadon és Meta Warrick(en) is.

## Berthe Weill emlékirata
1933-ban Weill megjelentette a galéria harminc éves fennállásának történetét. A kiadvány címe Pan! dans l'oeil! … ou trente ans dans les coulisses de la peinture contemporaine 1900–1930. A cím magyarra fordítva olyasmit jelent, hogy Bumm! Bele a szemekbe… avagy harminc év a kortárs művészet kulisszái mögött 1900-1930 között. A cím arra a vizuális irritációra utal, amelyet az avantgarde művészet klasszikus ábrázolásmódhoz szokott nézői érezhettek a radikálisan más, új hangvételű képek láttán. A könyvhöz Paul Reboux(en) írt előszót. Raoul Dufy, Jules Pascin és Picasso akvarelljei, illetve rajzai díszítik a kiadányt. Weill említést tesz kortársakról, így az ismert kereskedőkről, mint Ambroise Vollard, Eugène Druet(fr), Josse és Gaston Bernheim-Jeune, Clovis Sagot és Paul Guillaume(fr). Beszámol olyan fiatal művészek munkái iránti szenvedélyéről, mint Aristide Maillol, Pablo Picasso, Henri Matisse és André Derain, akik pályájuk legelején dolgoztak vele. Összesen közel 140 kiállítást rendezett 1901 és 1933 között. Vállalkozásának krónikusan vörös számai sem maradnak megemlítetlenül, de büszkén számol be arról, hogy valamilyen fogással mindig sikerült helyreállítani a likviditást.

## Berthe Weill-ábrázolások
Berthe Weill több művész alkotásain szerepel mint modell. 
- Georges Capon egész alakos portréja magángyűjteményben van, a dátum ismeretlen.
- Emilie Charmy félalakos portréjának a helye ismeretlen, 1920-ban készült.[28] egy másik portré helye: Michel Descours gyüjteménye, Lyon.[29]
- Edouard Goerg ceruzával és száraztűvel készült alkotásai szemből és profilból ábrázolják Weillt, 1927-1929 között készültek, magángyűjteményben vannak.[4]
- Louis Mahelin félalakos, színes ceruzával 1930 előtt készült rajza magángyűjteményben van.[4]
- Pablo Picasso vázlata Weill 1933-ban megjelent emlékiratának illusztrációja.[4]
- A Suzanne Valadon által készített portré helye ismeretlen, Berthe Weill élete végén otthonából ellopták.
- César Abin karikatúrája Berthe Weillt ábrázolja festői, Marc Chagall, Maurice de Vlaminck, George Braque, Pablo Picasso és Fernand Léger körében.[30]
- Georges Kars, Berthe Weill portréja, 56 x 46 cm, 1933.[31]

## Berthe Weill emlékezete

### Bibliográfia

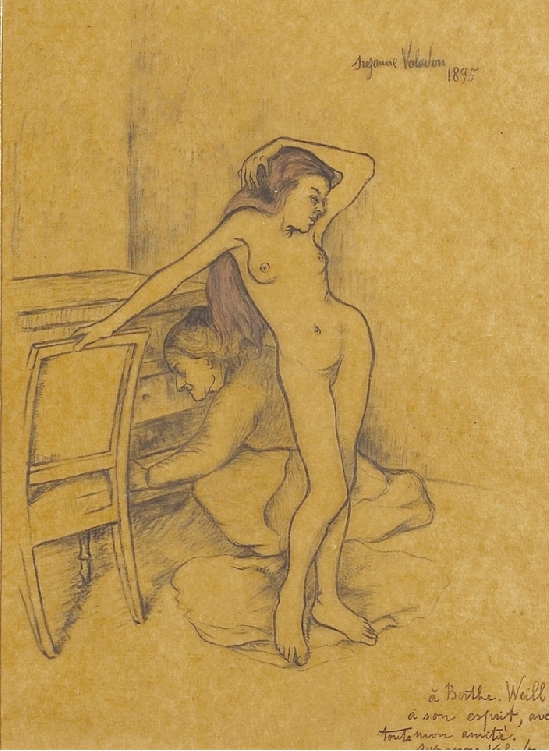
Suzanne Valadon: Akt, 1895
Berthe Weillnek barátsággal

Marianne Le Morvan éppen művészettörténet tanulmányainak befejezéséhez közeledett, amikor John Richardson(en) Picasso életművéről írt könyvében találkozott Berthe Weill nevével, és megragadta képzeletét a ruhakötélen csipeszekkel rögzített képeket kínáló apró galéria tulajdonosa. Mivel Berthe Weill kis példányszámban megjelent emlékirata a könyvtárban restaurálás miatt nem volt elérhető, interneten keresett addig, míg végre sikerült egy példányt beszerezni. Ezen a nyomon elindulva tovább kutatott, archív anyagokat (leveleket, kiállítási meghívókat, fotókat) vásárolt interneten keresztül. Diplomamunkáját Berth Weill szerepéről írta az avantgarde művészek sikeres indulásában. A témán tovább dolgozott a diploma megszerzése után is, és összeállította, majd kiadta Berth Weill bibliográfiáját, mely 2011-ben jelent meg Berthe Weill, la petite galeriste des grands artistes (Berthe Weill, nagy művészek kicsi galériása) címmel. Újra megjelent Berth Weill 1933-ban kiadott emlékirata is, ezúttal az illusztrációk nélkül. Marianne Le Morvan doktori disszertációja után is tovább dolgozik a témán, és fontos szerepet játszik avantgarde művek eredetének vizsgálatában, a hamisítványok kiszűrésében.
Annak fényében, hogy milyen sok később világhíressé vált művészt fedezett fel, segített a karrier indulásánál, és milyen kiváló érzékkel látta meg a kiemelkedő tehetséget, nehezen érthető, hogyan merülhetett Weill feledésbe egy fél évszázadra. Marianne le Morvan ennek okait is igyekszik felderíteni könyvében, és több valószínű szempontot is említ. Egyrészt magyarázható az akkori társadalom nőket elnyomó berendezkedésével. Egy férfiak által dominált piacon kellett megélnie egyedüli nőként. Még több, mint negyven évig nem volt másik női galériás Párizsban. (Denise René(en) 1944 júliusában nyitotta galériáját a Rue de la Boétie egyik épületének harmadik emeletén)
Mivel soha nem ment férjhez, semmilyen férfi tekintély nem volt a háta mögött. Teljes hiányában volt mindannak, amivel nők férfiakat lefegyverezni tudnak. Sem szépség, sem simulékony, kedves természet nem adatott neki. Nagyon alacsony, vékony testalkatával teljes ellentétben, vastag szemüvegén át is parancsolóan kemény tekintetűnek és mogorva modorúnak írják le a források.
Származása miatt, az antiszemitizmus erősödésével egyre nehezebbé vált Weill számára a terep a művészeti piacon. Végül a zsidóüldözések során szétdúlták a galéria iratait, így később nehézzé vált a galéria történetének rekonstrukciója.
Másfelől igaz az is, hogy a történelmet a győztesek írják, és Berthe Weill nem tartozott közéjük. Nem gazdagodott meg, nem képzett gyűjteményt. Örült, ha a likviditást hajszálon múlva, de mindig sikerült biztosítani. Annak megítélésében lehetnek eltérések, hogy ennek oka a rossz üzleti érzék, vagy inkább a becsület és az őszinte elhivatottság érzése volt.

### Emléktábla
2012. február 7-én Párizs városa úgy döntött, hogy emléktáblát helyez el Berthe Weill és galériája emlékére a rue Victor Massé 25. szám alatti házon, ahol megnyílt az első galéria. A leleplezés 2013. március 8-án volt. A szöveg így szól: A cette adresse, Berthe Weill (1865–1951) a ouvert en 1901 la première galerie d’art destinée aux jeunes artistes. Son soutien a permis la découverte de l'avantgarde de la painting modern. (Berthe Weill (1865–1951) ezen a címen nyitotta meg 1901-ben az első művészeti galériát fiatal művészek számára. Támogatása lehetővé tette a modern festészet avantgárdjának felfedezését.)

### Kiállítás
A Gray Art Gallery a New York-i Egyetem Művészeti Gyűjteményét őrzi. 1975-ben alakult, és több mint 6000 tárgyat gondoz. A  galéria a Montreal Museum of Fine Arts közreműködésével 2024 őszére tervezett nagyszabású kiállítást szervez Berthe Weill emlékére, melynek kurátora Marianne Le Morvan. A kiállításon mintegy nyolcvan olyan műalkotás lesz látható, melynek galériájában való kiállításával Berthe Weill annak idején hozzájárult az avantgarde felemelkedéséhez. A kiállítás Berthe Weill felfedezettjeit mutatja be Picassótól a fauveokig, a kubistákig, Modiglianitól az absztrakt avantgárdig. Egy dokumentumfilm is készül a témáról, amely bemutatja az elvégzett kutatás eredményeit, és végigköveti annak az úttörő galériás nőnek a pályáját, aki a művészet által teremtette meg saját emancipációját.